# آنجلو آرچیدیاکونو
آنجلو آرچیدیاکونو (ایتالیایی: Angelo Arcidiacono؛ ۲۵ سپتامبر ۱۹۵۵ – ۲۶ فوریهٔ ۲۰۰۷) شمشیرباز اهل ایتالیا بود.
وی در مسابقات کشوری و بین‌المللی در مجموع برندهٔ ۱ مدال طلا، ۱ مدال نقره شده‌است.